# Eva Testor
Eva Testor (* 1967 in Hall in Tirol) ist eine österreichische Kamerafrau, Filmproduzentin und Drehbuchautorin.

## Leben
Eva Testor studierte von 1994 bis 2001 Bildtechnik und Kamera an der Universität für Musik und darstellende Kunst Wien. 2003 gründete sie mit der Regisseurin Nina Kusturica die Produktionsfirma mobilefilm. Ab 2013 wurde sie als freie Kamerafrau und Drehbuchautorin tätig.
Für ihre Kamera-Arbeit bei der Serie Vorstadtweiber und dem Dokumentarfilm Backstage Wiener Staatsoper wurde sie 2016 und 2020 mit der Romy ausgezeichnet.
Für den ORF-Landkrimi Das Mädchen aus dem Bergsee (2020) erhielt sie den 53. Fernsehpreis der Österreichischen Erwachsenenbildung in der Kategorie Fernsehfilm.
Für Immerstill wurde ihr im Rahmen der Romyverleihung 2023 eine Romy in der Kategorie Beste Kamera TV/Stream zuerkannt.

## Filmografie (Auswahl)
- 2005: Crash Test Dummies
- 2007: Vienna’s Lost Daughters
- 2010: Tag und Nacht (+Drehbuch)
- 2012: Oh Yeah, She Performs! (Dokumentarfilm)
- 2015: Vier Frauen und ein Todesfall (Fernsehserie, 4 Folgen)
- 2015–2018: Vorstadtweiber (Fernsehserie, 14 Folgen)
- 2016: Maikäfer flieg
- 2018: Die Füchsin: Spur in die Vergangenheit
- 2019: Backstage Wiener Staatsoper (Dokumentarfilm)
- 2019: Die Füchsin: Im goldenen Käfig
- 2019: Die Füchsin: Schön und tot
- 2019: Die Dohnal (Dokumentarfilm)
- 2020: Landkrimi: Das Mädchen aus dem Bergsee (+Drehbuch)
- 2023: Landkrimi: Immerstill (Fernsehreihe)
- 2023: Griechenland
- 2023: Der Bozen-Krimi: Weichende Erben (Fernsehreihe)
- 2023: Der Bozen-Krimi: Die Todsünde
- 2023: Wie kommen wir da wieder raus?
- 2023: Der Tote in der Schlucht (auch Drehbuch)
- 2024: Der Geier – Die Tote mit dem falschen Leben
- 2025: Der Geier – Freund oder Feind (Fernsehreihe)